# Una madre lo sa
Una madre lo sa (A Mother's Suspicion) è un film per la televisione del 2016 diretto da Paul Shapiro.

## Trama
Emily si fidanza con Gary, un ragazzo dal comportamento violento. Rimasto coinvolto in un delitto e per evitare di finire in prigione, Gary progetta la fuga insieme alla ragazza e per far perdere le loro tracce i due inscenano un suicidio. Jill Yates, convinta che la figlia sia ancora viva, si mette sulle sue tracce.